# Готически роман
Готически роман (още срещан и като готски роман) е литературен жанр, възникнал в средата на XVIII век в Англия и претърпял разцвет в началото на XIX век. Готическият роман съчетава елементи на ужаса, страшното, свръхестественото, фантастичното и възвишеното с мотиви за семейна/ родова тайна, преследване, драматична любовна връзка, инцестни отношения, двойници, привидения, зловещи съновидения и т.н. Обикновено действието протича във въображаемо средновековно минало или в католическо общество, сред потискащи средновековни руини, в манастири, замъци, катедрали, подземия, тайни коридори, лабиринти, високи планини, бездънни гори, гробища и др. Централни персонажи са девицата в беда, влюбеният в нея младеж, злодеят – властен мъж с тираничен поглед, плетящият интриги порочен монах. Повествованието често е усложнено със заплетени сюжетни линии и конфликти, смяна на разказвачите, вмъкване на разказ в разказ, мистифициране на авторството (представяне на произведението като „намерен ръкопис“), колебание относно достоверността на случващото се.
Редом с гробищната поезия и сантиментализма, готическият роман обичайно се определя като второстепенно явление, възникнало в противовес на прекомерния рационализъм на Просвещението и предшественик на Романтизма. Основополагащ за жанра е романът Замъкът Отранто (1764 г.) от Хорас Уолпоул, който във второто издание от 1765 г. поставя подзаглавието „Готическа история“ (A Gothic Story). С този роман се поставя началото и на Готическото възраждане (Gothic Revival) в английската литература (1764 – 1820). Видни представители на жанра от този период са:
- Хорас Уолпоул – Замъкът Отранто (1764)
- Жак Казот – Влюбеният дявол (1772)
- Клара Рийв – Старият английски барон (1777)
- Уилям Бекфорд – Ватек (1786)
- Ан Радклиф – Потайностите на Удолфо (1794)
- Матю Грегъри Луис – Монахът (1796)
- Ан Радклиф – Италианецът (1797)
- Уилям Годуин – Нещата, каквито са, или приключенията на Кейлъб Уилямс (1798)
- Мери Шели – Франкенщайн (1818)
- Чарлз Робърт Матюрин – Мелмот Скитника (1820)

Тази форма на романа е била разпространена и в Германия. Т. нар. призрачни романи, разбойническите романи и рицарските романи също споделят някои мотиви с британския готически роман като магия, тайнствени места и средновековна обстановка. Въпреки че немското понятие Schauerroman (schauerlich – ужасен, бъдещ страх) е еквивалент на британския готически роман, това не е напълно вярно. И двата жанра се основават на ужасяващата страна на средните векове, и двата включват едни и същи елементи (замъци, призраци, чудовища и т.н.), но немският Schauerroman съдържа и ключови елементи като некромантия и тайни общества и е доста по-песимистичен от британския готически роман (gothic novel).
Възходът на готическия роман е свързан с разширяване на понятието за естетика, което от една страна открива разновидностите на природата и нейното въздействие върху хората, а от друга – нейната опасна и страховита същност, възвишената и тъмната ѝ страна. Според Едмънд Бърк тъмнината и величествеността са решаващи също и за концепцията на човека вече да не се уповава само на рационализма, на балансираното човешко поведение и да поставя естетиката в центъра на всичко, а също и на ирационалното, мрачното и на разрушителните проявления на Аза, така че да се разкрие една дотогава непозната страна от отношението между човека, природата и културата.
Към 1825 г. разцветът на готическия роман затихва, но множество мотиви, присъщи за този жанр се използват в литературата на Романтизма. Възникват т. нар. тъмна романтика (черна романтика, ужасна романтика), криминалният роман и неговите подразделения – мистерия, трилър, които също заимстват мотиви от готическия роман. Представители на тези жанрове са писатели като Едгар Алън По и Уилки Колинс. От друга страна се развива и хорър литературата (литература на ужаса) с представители като Стивън Кинг. Наследството на готическия роман оказва влияние и върху творчеството на Джордж Байрон, Уолтър Скот, Виктор Юго (неговият роман „Парижката Света Богородица“ се определя като историко-готически), Е. Т. А. Хофман, Оноре дьо Балзак, Чарлз Дикенс, Едгар Алън По, Оскар Уайлд, Хауърд Лъвкрафт и други.

## Ранни готически романи
Пример за ранен готически роман е Старият английски барон (1778) от Клара Рийв, който заимства главния сюжет от Замъкът Отранто. Рийв го адаптира към нуждите на времето, като намира баланса между фантастичните елементи и реализма от XVIII век.
Ан Радклиф развива похвата на т. нар. „обяснено свръхестествено“, като първоначално описва наглед неправдоподобни, плашещи и ужасяващи явления, които в хода на действието се оказва, че се дължат на естествени причини и закономерности. Заради успеха на стила си, тя имала много последователи и била високо ценена от английски романтици. Освен това Радклиф представя и мрачния образ на готическия злодей в Сицилиански романс (1790). Нейните романи, особено „Потайностите на Удолфо“ (1794), имат огромен успех. Писателката въвежда нова естетика в жанра посредством посмъртно публикуваното нейно есе диалог „За свръхестественото в поезията“, разграничавайки ужаса и страха в готическата фикция.

## Пародия на готическия роман
Крайностите, стереотипите и абсурдите на традиционната готика я правят обширна територия за сатирата. Най-известната пародия на готическия роман е романът на Джейн Остин Абатството Нортангър (1818), където главната героиня, след прекалено често четене на готически романи си внушава, че е героиня от роман на Ан Радклиф и си представя убийства и злодеяния навсякъде. Проучване на експерта по готически разкази Монтегю Съмърс установява, че заглавията, които Остин избира за книгите си, не са просто плод на нейното въображение, а действително са съществували преди това като заглавия на други текстове. Това стимулира интересът към готическото и тези текстове започват да се печатат на ново.
Друг пример за пародия на готическия роман е „Героинята“ (1813) на Итън Станърд Барет, в който образът на главната героиня наподобява този от романа на Остин. Барет моделира реалност според стереотипите и типичната сюжетна структура на готическия роман, които водят до поредица от абсурдни събития, прерастващи в катастрофи.